# Lippia nana
Lippia nana là một loài thực vật có hoa trong họ Cỏ roi ngựa. Loài này được Schauer mô tả khoa học đầu tiên năm 1847.